# Ozyptila aculipalpa
Ozyptila aculipalpa là một loài nhện trong họ Thomisidae.
Loài này thuộc chi Ozyptila. Ozyptila aculipalpa được Jörg Wunderlich miêu tả năm 1995.